# Psyllobetina plutonis
Psyllobetina plutonis là một loài Trichoptera trong họ Hydrobiosidae. Chúng phân bố ở miền Australasia.